# Mengu-Timur
Menghu-Timur (Uzbekiska: Mangu Temur) var khan i Gyllene horden 1266–1282 och under hans styre blev riket självständigt från Mongolväldet. 
Han var son till Tukan, barnbarn till Batu khan och i rakt nedstigande led släkting till grundaren av Mongolväldet, Djingis khan. Han efterträdde sin kusin Berke khan efter dennes död. Han var far till Tokhta khan och farfar till Ozbeg khan.

## Biografi
Mengu Timur tog över som Khan i Gyllene horden efter Berke khans död 1266. Under Mengu Timurs styre stärktes makten för hans inflytelserika minister Nogaj khan, som var en general och kungsmakare i Gyllene horden och barnbarns-barnbarn till Djingis khan. Nogaj övertalades att stationera sin styrka antingen i Kursk eller i Rylsk och att bli guvernör (beklyarbek) över Balkan. Nogajs minister, som var en tatarisk kung, överlämnade sin auktoritet till den bysantinske kejsaren Mikael VIII Palaiologos. Nogajs son Chaka var äktenskapligt förenad med dottern till Georgi I Terter, härskaren över det andra bulgariska riket som härstammade från Kipchak-folket.
År 1266 beviljade Mengu Timur tillstånd till genuesarna att etablera sig i staden Kaffa genom sin förvaltare i Krim, hans brorson Oran Timur. Detta resulterade i en ökning av handeln i Krim och stärkte betydelsen av Krimhalvön och dess huvudstad Solhata.
Kriget mellan Gyllene horden och Persien fortsatte parallellt. År 1268 inledde Mengu Timur en konflikt med mongoliska Ilkhanatet i Iran, Abaka khan, son till Hulagu khan, på grund av territoriet i Azerbajdzjan. I denna strid fick Gyllene horden stöd från det mäktiga Mamluksultanatet i Egypten och Syrien, Baibars I, som tillhörde Bahri-dynastin. Ett år senare slöts ett fredsavtal mellan Mengu Timur och den persiska Ilkhanate Abaka khan.
År 1270 befallde Mengu Timur att Rjazan-fursten Roman Ol'govitj Svjatoj skulle avrättas genom fyrdelning. Han hade försvarat sina undersåtar och enligt uppgifter fördömde han khanens tro, vilket resulterade i att han straffades enligt Yasa, Djingis khans lagverk.
Mellan 1277 och 1278 utförde tatarerna en expedition mot norra Kaukasus under befäl av Mengu Timur. I samband med expeditionen blev staden Dedyakovo i Jäsk plundrad. De ryska furstefolken deltog även i expeditionen.
År 1275 gav Mengu Timur sitt stöd till kungen av Galicien-Volhynien, Lev I av Galicien, i striderna mot storfursten av Litauen, Trojden. Andra ryska furstar som var beroende av Gyllene Hordens inflytande deltog också i kampanjen, till exempel fursten av Tjernihiv, Roman Michajlovitj den äldre.
Mengu Timur fortsatte sin föregångares strategi för att stärka autonomin och öka makten för Gyllene Horden inom Mongolväldet. På hans befallning genomfördes en folkräkning i Ryssland för att effektivisera och införa en mer rättvis beskattning av invånarna. Det gamla systemet, där skatter samlades in av kejserliga tjänstemän, ersattes med direkt skatteindrivning till khanen.
Ryska furstar, mordovska feodaler, mariiska furstar och andra nationella ledare som var beroende av Gyllene horden fick tilldelning av särskilda finansiella resurser för att samla in Gyllene hordens skatter, vilket också belastade invånarna i Gyllene horden. Dessa skatter fördelades mellan två huvudgrupper: stadsbor (som inte deltog i kriget), vilka betalade tio procent av sin vinst, och nomader, ofta kända som "koch" eller "kochneviki", som betalade en annan skatt.
Mengu Timur började prägla mynt i staden Bulgari. Nya städer byggdes: Ackerman (nuvarande Bilhorod-Dnistrovskyj), Kilia (den västligaste staden Kuldhord, som ligger några tiotals kilometer från Svarta havet), Tavan (40 km ovanför Cherson), Kyrk-Er (nära Bahchisaraj), Soldaya (Sudak), Azak (Aasov), Saraychik (60 km högre än nuvarande Atyrau). Isker (som ligger nära Tobolsk) och andra regioner.
Under ledning av Mengu Timur gjorde mongolerna tillsammans med de ryska prinsarna expeditioner mot det bysantinska riket omkring 1269–1271, Storfurstendömet Litauen 1274 och Kaukasus 1277. År 1281 deltog den mongoliska armén i ett slag i Syrien (mellan Hama och Homs) mot det Egyptiska Mamluksultanatet. Striden slutade utan en klar vinnare; båda sidor drog sig tillbaka efter stora förluster.